# Sandika, Hargs socken
Sandika är en by i Hargs socken i Östhammars kommun som har medeltida ursprung.
Sandika är beläget ungefär tre kilometer söder om Östhammar, vid Sandikafjärden vid Ålands hav.
Sandika omtalas första gången i skriftliga handlingar 1383 ('in Sandekum'). 1420 bodde Erik Jonsson i Sandika och från och med 1441 häradshövding Erik Eriksson (halv sköld med halv lilja) tillhörig Sandikaätten. Han dör någon gång mellan 1483 och 1486. Han skall enligt ett odaterat brev ha sålt två gårdar i Sandika till Sten Sture den äldre, vilken i sin tur 1489 gav dem till Sten Kristiernsson (Oxenstierna). Hans änka tvingades 1546 överlämna gårdarna till Gustav Vasa som gjorde anspråk på arvet efter Sten Sture den äldre, och denne förlänade dem 1556 till Tomas Nilsson, fogde på Örbyhus. De innehades på 1570-talet av Jakob Bagge. Därutöver omfattade byn under 1500-talet även två mantal skattejord.
1938 bestod Sandika av fyra gårdar.
Chris Heister är uppvuxen i Sandika.